# 1200

## Esdeveniments
- 5 de febrer - Comença el regne d'Al-Àdil (Safadí), sultà d'Egipte i germà de Saladí.
- 23 de maig - Port-Mort (Regne de França): Casament entre el príncep Lluís i Blanca de Castella.[1]
- Ramon VI de Tolosa (1194-1222) es casa amb Elionor d'Aragó, germana de Pere el Catòlic. Aliança dels comtes de Tolosa amb el Casal de Barcelona.
- Gran victòria mongol sobre la Xina en una guerra amb més de 30 milions de baixes

## Necrològiques
- 2 de febrer - Lieja (principat de Lieja): Albert II de Cuijk, príncep-bisbe
- 23 d'abril -Fujian (Xina): Zhu Xi, erudit xinès del temps de la dinastia Song que va arribar a ser un dels més importants neoconfucianistes. (n. 1130)[2]